# Andrew Harrison
Andrew Michael Harrison (ur. 28 października 1994 w San Antonio) – amerykański koszykarz, występujący na pozycji rzucającego obrońcy.
W 2013 wystąpił w meczu wschodzących gwiazd - Nike Hoop Summit oraz McDonald’s All-American.
Jego brat bliźniak Aaron jest koszykarzem Charlotte Hornets, wcześniej występowali wspólnie w szkole średniej Fort Bend Travis oraz na uczelni Kentucky.
1 listopada 2018 został zwolniony przez Memphis Grizzlies.
9 listopada 2018 podpisał umowę z Cleveland Cavaliers zarówno na występy w NBA, jak i w zespole G-League – Canton Charge. 2 grudnia opuścił klub z Ohio. 5 grudnia zawarł umowę z New Orleans Pelicans na występy zarówno w NBA, jak i G-League. 9 stycznia 2019 został zwolniony przez Pelicans.
27 lutego 2019 dołączył do rosyjskiego Chimki Moskwa. 27 sierpnia podpisał kontrakt z Golden State Warriors na czas obozu szkoleniowego. 19 października opuścił klub.

## Osiągnięcia
Stan na 20 października 2019, na podstawie, o ile nie zaznaczono inaczej.

### NCAA
- Wicemistrz NCAA (2014)
- Uczestnik NCAA Final Four (2014, 2015)
- Mistrz:
  - turnieju konferencji Southeastern (SEC – 2015)
  - sezonu regularnego SEC (2015)
- Zaliczony do I składu turnieju SEC (2015)

### Drużynowe
- Wicemistrz Rosji/VTB (2019)